# مسجد قل‌شریف
مسجد قل‌شریف، بزرگ‌ترین مسجد روسیه، در شهر قازان تاتارستان قرار دارد.
مسجد قل‌شریف یکی از مساجد اصلی و بزرگ قرون وسطی در قازان بوده که در سده ۱۶ میلادی ساخته شد. این مسجد با کتابخانه غنی خود باعث ظرافت، زیبایی و تزئین پایتخت خان‌های قازان و مرکز آموزش مذهبی، گسترش علوم در قسمت مرکزی روسیه در سده ۱۶ میلادی بود.
این مسجد به افتخار آخرین امام جماعت خود «سید قل‌شریف» یکی از رجال سرشناس مذهبی، عالم، شاعر و سیاستمدار و از فرماندهان دفاعی شهر قازان، که در این مسجد خدمت می‌کرد و در طول اشغال این شهر کشته شد تغییر نام داد.

## معماری
مسجد ۲ طبقه‌ای قل شریف، یک طبقه را به نیایش و یک طبقه را به موزه اسلامی خود اختصاص داده‌است. گنبد مرکزی این مسجد ۳۹ متر و ۴ مناره اصلی آن ۵۷ متر ارتفاع دارند. بخش عمده‌ای از هزینه ساخت مسجد توسط مسلمانان تاتار اهدا شده‌است.
عده‌ای اعتقاد دارند سبک معماری این مسجد وامدار سبک‌های بلغاری است اما مؤلفه‌های آن به سبک عثمانی و دوره رنسانس شباهت دارد. مسجد قدیمی که در همین مکان ساخته شده بود در سال ۱۵۵۲ توسط روس‌ها تخریب شد و دارای مناره‌های ۸ متری بود که در ساخت آن سنگ‌های سفید نقش اصلی را برعهده داشت. در این مسجد یک مدرسه اسلامی و یک کتابخانه نیز قرار داشت.

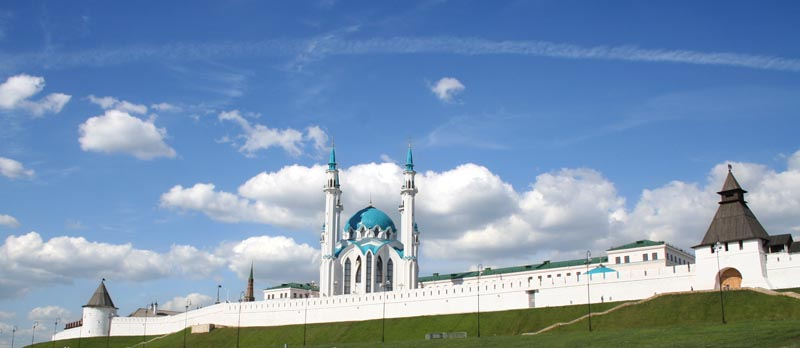

در ۲۱ فوریه سال ۱۹۹۶ به درخواست مینتیمر شایمییف رئیس‌جمهور تاتارستان بازسازی مسجد آغاز شد و در ژوئیه سال ۲۰۰۵ در دوره جشن‌های هزاره قازان رسماً افتتاح شد. اقامه نماز جمعه در این مسجد یکی از مهم‌ترین و بزرگ‌ترین رویدادهای پایتخت تاتارستان محسوب می‌شود.